# SO-04E
ドコモ スマートフォン Xperia A SO-04E（ドコモ スマートフォン エクスペリア エース エスオー ゼロヨンイー）は、ソニーモバイルコミュニケーションズ製のNTTドコモ向けスマートフォン。ドコモの第3.9世代移動通信システム（Xi）と第3世代移動通信システム（FOMA）とのデュアルモード端末である。ドコモ スマートフォン（第2期）のひとつ。
ここではクリプトン・フューチャー・メディアから発売されている音声合成・DTM（VOCALOID）ソフトウェア「初音ミク」とのコラボレーションモデルであるXperia feat. HATSUNE MIKU SO-04E（エクスペリア フィーチャリング はつね ミク エスオー ゼロヨンイー）についても記述する。

## 概要
SO-01Eの事実上の後継機種、SO-02Eの兄弟機種で、グローバルモデルであるXperia ZRの日本国内ローカライズモデルとなる。当初はdocomo with seriesの端末として開発されており、第2期ドコモ スマートフォンとして最初の機種となる。
Xperiaシリーズのスマートフォンでは初となるNOTTV対応機種である（なお、Xperia全体ではこれ以前に、タブレット端末のSO-03Eが対応している）。基本的な性能はSO-02Eと同等で、こちらは画面サイズが4.6インチのHD液晶となっており、内蔵ROMも32GBに倍増している。また、Xperia ZRと異なり日本独自機能にも対応している。
キャッチコピーは「使いやすい、の先端へ。 Your Best Choice.」。
画面は大きいものの、片手で操作しやすい大きさと厚さであると共に角がラウンド形状で持ちやすく、滑りにくい処理がされている。また防水・防塵性能（防水性能IPX5/8、防塵性能IP5X）も施してあり、ストラップも装着可能である。
バッテリー容量は2300mAhで、取り外し可能。電池パックは海外向けの「BA950」にドコモ型番「SO09」のシールを貼り付けたものであり、海外型番上はSOL22と共通となっている。
裏蓋が外せることから、好みの色の裏蓋を購入して装着することも可能となっている。
アップデートに関しては、グローバルモデルが2015年にAndroid 5.1まで提供されたが、本機種のSO-04Eは2013年9月3日のAndroid 4.2へのバージョンアップをもって提供が終了した。後述のXperia feat. HATSUNE MIKUは初期搭載OSがAndroid 4.2にバージョンアップされた状態で発売された。
SO-04D以来のカメラのクイック起動機能が搭載されており、スリープ中でもシャッターボタンを押すとすぐにカメラが起動する。

## Xperia feat. HATSUNE MIKU SO-04E
クリプトン・フューチャー・メディアが販売するVOCALOIDソフト「初音ミク」とのコラボレーションモデル。日本国内でのXperiaシリーズとしては初のコラボレーションモデルとなる（なお、海外では2012年にXperia Activeをベースとしたスポーツブランドの『Billabong』とのコラボレーションモデルやXperia Tをベースとした映画『007 スカイフォール』とのコラボレーションモデルが発売されたことがある）。
初音ミクとのコラボは、ソニーグループ全体ではPlayStation Vita（「初音ミク -Project DIVA- f」同梱）、ウォークマン（ソニーストア限定）に次ぐ第3弾となる。システム面でも通常版と異なり、起動画面もコラボレーションモデルオリジナルとなっている。限定販売台数は「ミク」に合わせて3万9000台で、うち1万台はWeb先行予約分だった。
同社が運営する投稿サイト「ピアプロ」で、「Find Your MIKU Project」と題して、初音ミクとXperiaの世界観をイメージするサウンドロゴやイラスト作品を7月4日〜7月31日まで受け付け、集まった作品が「Xperia feat. HATSUNE MIKU」の内蔵コンテンツとして収録。プリインストールされている日本語IMEのPOBoxには、本モデル専用の着せ替えキーボードが初音ミク、鏡音リン・レン、巡音ルカ、MEIKO、KAITOの5つ使えるほか、VOCALOIDやニコニコ動画関連の言葉があらかじめ辞書に登録されている。キャリアメール用のデコレーションにも専用アイコンが使用できる。
専用カラーとして「Miku」が設定され、本体カラーに合わせたNFC対応ワイヤレスステレオヘッドセット（SBH20）が同梱される（この色は日本では発売されていないが、海外では既に発売されている）。
なお、他のドコモのコラボモデルでは、「L-06D JOJO」、「N-02E ONE PIECE」等のようにメーカーブランドが省略されて型番の後にコラボ内容の単語が入るケースや、「ARROWS Kiss with JILL STUART」のように逆にメーカーブランドの後にコラボ内容の単語が入り型番が省略されるケースがあるのに対し、本機種は「Xperia feat. HATSUNE MIKU」の名称の通りXperiaシリーズにも含まれており、型番も「SO-04E」のままで、メーカーブランド（Xperia）・型番（SO-04E）・コラボ内容の単語（初音ミク）が全て揃っているのは本機のみである。
キャッチコピーは「つながる、見つける、感じる。Xperia×初音ミク」。

## 搭載アプリ
Google標準アプリ
- ブラウザ
- メール
- メッセージ(SMS)
- Gmail
- YouTube
- トーク
- ナビ
- Playストア
- Googleマップ
- Google Chrome
- カレンダー
- Google+
- メッセンジャー
- Playムービー
- Playブックス
- 音声検索

メーカー提供アプリ
- Video Unlimited
- Music Unlimited
- 電子書籍Reader by Sony
- PSMをはじめよう
- PlayMemories
- Socialife
- FMラジオ
- OfficeSuite
- Sony Select
- Facebook
- WALKMAN
- 連絡先
- ダイヤル
- アルバム
- ムービー
- TrackID
- ノート
- ファイルコマンダー
- ワンセグ
- おサイフケータイ

ドコモ提供アプリ
- メール翻訳コンシェル
- はなして翻訳
- うつして翻訳
- iコンシェル
- しゃべってコンシェル
- iチャネル
- i Bodymo
- ドコモあんしんスキャン

## 主な機能
| 主な対応サービス                                | 主な対応サービス                         | 主な対応サービス                     | 主な対応サービス                                                  |
| ----------------------------------------------- | ---------------------------------------- | ------------------------------------ | ----------------------------------------------------------------- |
| タッチパネル/加速度センサー                     | Xi/FOMAハイスピード                      | Bluetooth                            | DCMX/おサイフケータイ/NFC/かざしてリンク/赤外線/トルカ            |
| ワンセグ/フルセグ/モバキャス                    | メロディコール                           | テザリング                           | WiFi IEEE802.11a/b/g/n                                            |
| GPS                                             | ドコモメール/電話帳バックアップ          | デコメール/デコメ絵文字/デコメアニメ | iチャネル                                                         |
| エリアメール/ソフトウェアーアップデート自動更新 | デジタルオーディオプレーヤー(WMA)(MP3他) | GSM/3Gローミング(WORLD WING)         | フルブラウザ/Flash Player                                         |
| Google Play/dメニュー/dマーケット               | Gmail/Google Talk/YouTube/Picasa         | バーコードリーダ/名刺リーダ          | ドコモ地図ナビ/ドコモ ドライブネット/Google Maps/ストリートビュー |

## ツートップ戦略による販売
ドコモでは、ミッドレンジである本機種とハイエンドであったサムスン電子のGALAXY S4（SC-04E）を「ツートップ」として、2013年夏モデルの他機種よりも実質負担金を安くして販売し、これまで、特定のメーカーの機種を優遇して販売することはなかったドコモが販売戦略を変化させたことが注目を集めた。ツートップのうち、特に本機種の売れ行きが伸びた。
その結果、NECカシオモバイルコミュニケーションズ、パナソニック モバイルコミュニケーションズが2013年夏モデルを最後に日本のスマートフォン市場から撤退した。

## 歴史
- 2013年5月14日 - ソニーモバイルコミュニケーションズよりグローバルモデル発表。この時の名称はXperia ZRだった[7]。
- 2013年5月15日 - NTTドコモより発表、事前予約受付開始。
- 2013年5月17日 - SO-04E発売開始。
- 2013年7月4日 - 『初音ミク』とのコラボレーションモデル「Xperia feat. HATSUNE MIKU SO-04E」の開発を発表[8]。
- 2013年8月6日 - SO-04EがAndroid 4.2バージョンアップ対象機種に選定される[9]。
- 2013年8月30日 - 「Xperia feat. HATSUNE MIKU SO-04E」限定1万台Web先行予約開始。
- 2013年9月3日 - SO-04E、Android 4.2へバージョンアップ開始[10][11]。
- 2013年9月8日 - 「Xperia feat. HATSUNE MIKU SO-04E」ドコモショップ事前予約開始。
- 2013年9月18日 - 「Xperia feat. HATSUNE MIKU SO-04E」発売開始[12]。
- 2017年9月30日 - この日を持って、修理受付・アップデートの提供が終了される。

## アップデート・不具合など

### SO-04E
2013年6月28日のアップデート
- 一部のゲームアプリの音声に雑音が入る場合がある不具合を修正する。
- 省電力モードの初期設定値の変更。
- モバイルデータ通信OFF時に注意画面を表示するよう改善。
- ビルド番号が10.1.1.D.0.179から10.1.1.D.2.26になる。

2013年7月11日のアップデート
- Wi-FiやPC経由での更新に加え、3G回線およびLTE回線経由でのOSバージョンアップができるようになる。
- NOTTVが放送中にも関わらず、「放送休止」などと表示され視聴できない場合がある不具合を修正する。
- ビルド番号が10.1.1.D.2.26から10.1.1.D.2.31になる。

2013年9月3日のアップデート(OSバージョンアップ)
- 本機特有の主な変更点
  - ロック画面からカメラやウィジェットが起動できるようになる。
  - POBox Touchでデコメール文字の予測変換ができるようになる。
  - Xperia ホーム画面で、ロック画面とステータスバー、ナビゲーションバーが透過される。
  - 「ノート」アプリのハイパーリンク対応。
  - ウィジェットをスモールアプリとして追加できるようになる。
  - Bluetoothテザリングの対応。
  - 「アルバム」アプリの共有からSDメモリーカードにコピーできるようになる。
- Android 4.2共通の変更点
  - ロックスクリーンウィジェットへの対応。
  - スクリーンセーバー「DayDream」の追加。
- ドコモ共通の変更点
  - データ保管BOXへ対応。
  - NOTTVの録画機能に対応。
- 不具合修正
  - ブラウザからの画像ダウンロードに失敗する不具合を修正する。
- ビルド番号が10.1.1.D.2.31から10.3.1.B.0.224となる。2013年7月11日に配信されたアップデートを実施しないとOSバージョンアップは不可。

2013年10月15日のアップデート
- LINEなどの一部のSNSアプリに、通知サウンド設定が正しく反映されない場合がある不具合を修正する。
- スリープモードから復帰後、タッチパネルが反応しない場合がある不具合を修正する。
- 「Play ゲーム」アプリの追加。
- ビルド番号が10.3.1.B.0.224から10.3.1.B.0.256となる。

2014年8月6日のアップデート
- 「docomo ID」認証の導入対応
- Wi-Fiオプションパスワードがdocomo IDに統合
- 新「ドコモバックアップアプリ」の提供開始
- 音量が最小の場合にキャッチホンの音が鳴らないことがある件の修正
- ビルド番号が10.3.1.B.0.256から10.3.1.B.2.13となる。

2015年3月31日のアップデート
- まれにブックマーク保存出来ない場合がある件の修正
- ビルド番号が10.3.1.B.2.13から10.3.1.B.2.42となる。

### Xperia feat. HATSUNE MIKU SO-04E
2013年10月15日のアップデート
- LINEなどの一部のSNSアプリに、通知サウンド設定が正しく反映されない場合がある不具合を修正する。
- 「Play ゲーム」アプリの追加。
- ビルド番号が10.3.1.B.0.224から10.3.1.B.0.256となる。

2014年8月6日のアップデート
- 「docomo ID」認証の導入対応
- Wi-Fiオプションパスワードがdocomo IDに統合
- 新「ドコモバックアップアプリ」の提供開始
- 音量が最小の場合にキャッチホンの音が鳴らないことがある件の修正
- ビルド番号が10.3.1.B.0.256から10.3.1.B.2.13となる。